# Leskoec
Leskoec (makedonska: Лескоец) är en ort i Nordmakedonien. Den ligger i kommunen Ohrid, i den sydvästra delen av landet, 110 kilometer sydväst om huvudstaden Skopje. Leskoec ligger 741 meter över havet och antalet invånare är 2 595.